# 阿圭亚尔诺波利斯
阿圭亚尔诺波利斯是巴西托坎廷斯州的一个市镇。总面积235.391平方公里，总人口3995人，人口密度17人/平方公里。